# Club Jean-Moulin
 (mai 2024).
Pour les articles homonymes, voir Moulin (homonymie) et Jean Moulin (homonymie).
Le club Jean-Moulin est un laboratoire d'idées créé en 1958 par Daniel Cordier et Stéphane Hessel peu après le retour au pouvoir du général de Gaulle en mai 1958, qu'ils considèrent comme illégitime. Son activité prend fin en 1970.
Dans l'ensemble, le club Jean-Moulin appartient à la mouvance de la « nouvelle gauche » mais avec une tonalité technocratique assez marquée à ses débuts.

## Historique

### Une organisation antigaulliste (1958-1959)
Selon la charte du club, sa création est due au « refus de quelques-uns d'accepter la confiscation de la République ». Daniel Cordier et Stéphane Hessel, résistants importants (Daniel Cordier a été le secrétaire personnel de Jean Moulin - quand celui-ci était « Rex » - c'est-à-dire entre juillet 1942 et l'arrestation de Moulin en juin 1943) sont les deux figures autour desquelles se regroupent ces opposants au gaullisme, mais ils ne jouent pas ensuite un rôle très important. La charte du club appelle à un « nouveau civisme républicain ».

### Un club de « technocrates » (1959-1961)
Mais, par la suite, l'orientation générale du club n'est pas politique, il s'agit plutôt d'adapter le système politique à la nouvelle économie qui émerge au début des années 1960 et de laisser une part plus grande aux technocrates en limitant le rôle du parlement.
À partir de 1959, le club est dirigé par Georges Suffert, ancien de la JEC et proche de l'équipe de la revue Esprit, et bénéficie de la collaboration de nombreux hauts fonctionnaires : Pierre Uri (un proche de Jean Monnet), François Bloch-Lainé (alors directeur général de la Caisse des dépôts), Étienne Hirsch (président d’Euratom), Paul Delouvrier (notamment chargé de la restructuration de la région parisienne), Claude Gruson (directeur de l’INSEE), Simon Nora (du Service des études économiques et financières), Jean Saint-Geours (nouveau directeur du SEEF), Jean Ripert (responsable de la coordination au Commissariat général au Plan), Bernard Cazes (également au Commissariat général au Plan) et Jacques Delors (chargé des affaires sociales, également au Commissariat général au Plan).
Il suscite aussi l'intérêt d'autres catégories des milieux dirigeants : syndicalistes de la CFTC (Marcel Gonin et Paul Vignaux), de la Fédération générale des syndicats chrétiens de fonctionnaires (André Jeanson), de la CGT (Pierre Le Brun), du CNJA (Lucien Douroux), jeunes énarques (Olivier Chevrillon, Paul Lemerle), journalistes (Philippe Viannay, Michel Drancourt), chefs d'entreprise (Claude Alphandéry) et universitaires (Michel Crozier, Paul-Henry Chombart de Lauwe, Maurice Duverger, Georges Vedel, Georges Lavau, Alain de Vulpian), ainsi que l'éditeur Paul Flamand, fondateur des Éditions du Seuil.
Des ouvrages collectifs sont édités, notamment L’État et le citoyen, en 1961. Les débats du Club sont relayés par Le Monde et par le Bulletin du Club Jean-Moulin.

### L'implication dans l'évolution de la gauche non communiste (1962-1970)
Après la stabilisation du régime de la Ve République (notamment grâce à la fin de la guerre d'Algérie), le Club s'implique plus dans la vie politique traditionnelle, notamment en 1968, pour la promotion de la candidature de Gaston Defferre, en association avec L'Express. 
Il entre dans la Fédération de la gauche démocrate et socialiste de François Mitterrand en 1966 et, après l'année relativement faste 1967, est victime de la défaite subie par la gauche non communiste en 1968-1969, en particulier par Michel Rocard à l'élection présidentielle de 1969. 
Le Club cesse de fonctionner en 1970, certains de ses membres mettent alors leurs compétences au service de Jacques Chaban-Delmas et de sa « Nouvelle société » (notamment Jacques Delors).

## Secrétaires généraux
- Georges Suffert (1958-1965)
- Jacques Pomonti (1965-1968)
- Jean-Jacques Rosa (1968-1970)

## Membres
- Alain Bacquet
- Daniel Cordier
- Stéphane Hessel
- Philippe Viannay
- André Clavé
- Pierre Uri
- François Bloch-Lainé
- Étienne Hirsch
- Paul Delouvrier
- Claude Alphandéry
- Claude Gruson
- Simon Nora
- Jean Saint-Geours
- Jean Ripert
- Jacques Delors
- Michel Crozier

## Ouvrages
- Georges Vedel, Maurice Duverger, Michel Crozier et Georges Suffert, L’État et le citoyen, Paris, Le Seuil, 1961 (cf. Aperçu sur Google Books)
- Les citoyens au pouvoir : 12 régions, 2 000 communes, Paris, Le Seuil, 1968